# Collodes robustus
Collodes robustus är en kräftdjursart som beskrevs av Sidney Irving Smith 1881. Collodes robustus ingår i släktet Collodes och familjen Inachoididae. Inga underarter finns listade i Catalogue of Life.